# Église Sainte-Waudru

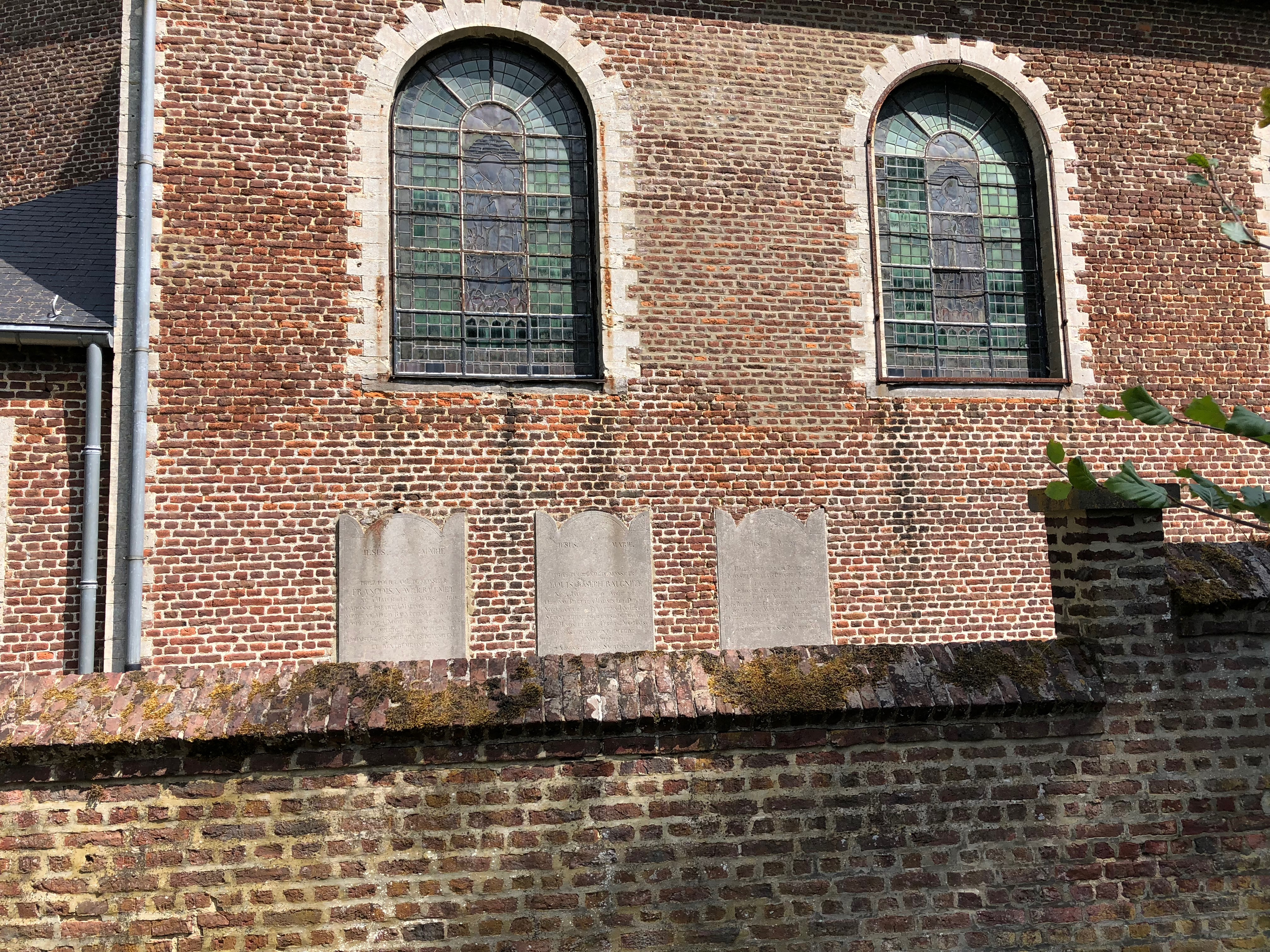
Enfeus de la façade.

Pour les articles homonymes, voir Sainte-Waudru (homonymie).
L'église Sainte-Waudru à Nodebais, en Belgique, a été construite en 1837 probablement par l'architecte Antoine Moreau. Restaurée en 1862 et en 1928, cette église à la tour carrée surmontée d'un campanile en forme de dôme, qui rappelle
celle de Hamme-Mille, abrite de remarquables tableaux. Le sanctuaire a été aménagé en 1968.

## Description
Le bâtiment est fait de brique et de pierre de Gobertange pour les soubassements, chainages d'angles et baies. La façade occidentale de l'édifice présente une tour carrée percée de baies cintrées et surmontée d'un clocher. L'entrée, située à la base de cette dernière, est couronnée d'un fronton ainsi que d'une fenêtre cintrée. L'intérieur comporte une voûte en berceau reposant sur un vaisseau central flanqué de deux collatéraux dont six fenêtres cintrées et harpées laissent entrer la lumière. L'église est entourée de son cimetière ainsi que d'une enceinte. Les vitraux ont été offert par la famille van der Linden au début du vingtième siècle. L'orgue, de la fin du dix-huitième siècle, provient d'un ancien couvent de Louvain.

## Le cimetière
Le cimetière comporte une douzaine d'anciennes pierres tombales et croix funéraires (dont celle du curé Melottin, qui remonte au début du XVIIe siècle) scellées dans le mur de l'église ou dans celui de l'enceinte.

## La chapelle Van der Linden
Devant l'édifice se trouve une chapelle sépulcrale de la famille Van der Linden qui fut édifiée vers 1900. Elle est décorée de céramiques réalisées par Max Van der Linden.